# Section disciplinaire du conseil académique
 (novembre 2010).
Si vous disposez d'ouvrages ou d'articles de référence ou si vous connaissez des sites web de qualité traitant du thème abordé ici, merci de compléter l'article en donnant les références utiles à sa vérifiabilité et en les liant à la section « Notes et références ».
La section disciplinaire est une formation juridictionnelle du conseil académique de l'université ou d'un autre établissement public français d'enseignement supérieur placés sous la tutelle du ministre chargé de l'enseignement supérieur. Elle applique le droit disciplinaire à l'encontre des usagers de l'établissement (étudiants), de ses enseignants-chercheurs, et de ses autres enseignants. Les mêmes faits peuvent le cas échéant donner parallèlement lieu à une plainte pénale, auquel cas les deux procédures sont entièrement indépendantes et prononcent des sanctions de natures bien distinctes. La section disciplinaire comporte deux formations distinctes, compétentes respectivement pour les usagers et pour les personnels. La première juge principalement des dossiers de fraude aux examens, qui sont nombreux, mais aussi des dossiers de harcèlement, d'agression, et de violences. La seconde juge principalement des dossiers de harcèlement, d'agression, et de manquements à la probité ou à l'intégrité
La compétence de la section disciplinaire est déterminée par l'article L.712-4 du code de l'éducation et la procédure applicable est régie par le décret no 92-657 du 13 juillet 1992 codifié désormais aux articles R.712-9 à R.712-46 de ce code.

## Histoire
Jusqu'en mai 2012, la formation compétente pour les usagers de l'établissement était aussi compétente à l'égard des candidats au baccalauréat. Ceux ci relèvent désormais d'une procédure spécifique.

## Composition

### Formation compétente à l'égard des usagers
La section se compose de quatre professeurs des universités ou personnels assimilés, dont le président de la section et ses deux vice-présidents, de quatre maîtres de conférences ou personnels assimilés, et de huit usagers de l'établissement (étudiants). Chacun des 3 collèges doit respecter la parité. Les formations de jugement de la section comprennent un nombre égal d'usagers et d'enseignants (eux-mêmes répartis en nombre égaux de maîtres de conférences et de professeurs), et elles sont présidées par le président de la section ou l'un de ses deux vice-présidents.

### Formation compétente à l'égard des personnels
La section se compose de quatre professeurs des universités ou personnels assimilés, dont le président et le vice-président de la section, de quatre maîtres de conférences ou personnels assimilés, et de deux personnels exercant des fonctions d'enseignement appartenant a d'autres corps de fonctionnaires. Ces derniers sont principalement des professeurs agrégés ou certifiés de l'enseignement secondaire affectés dans l'enseignement supérieur. Chacun des 3 collèges doit respecter la parité, mais celle ci n'est pas indispensable dans une formation de jugement. Seuls les personnels de rang au moins équivalent a celui de l'accusé peuvent siéger en jugement, et la moitié au moins des membres d'une formation de jugement doivent être du même rang que l'accusé. Un professeur sera donc jugé  uniquement par des membres professeurs, un maître de conférences par des professeurs et maîtres de conférences en nombres égaux, et un autre personnel par un professeur, un maître de conférences, et les deux personnels enseignants appartenant à d'autres corps de fonctionnaires.

## Fonctionnement
Après la constatation ou la dénonciation d'une infraction, les services de  l'université transmettent un rapport au président de cette dernière. Celui ci, s'il l'estime opportun, engage les poursuites en saisissant la section disciplinaire et en transmettant le dossier à son président. Ce dernier désigne une commission d'instruction qui est composée d'au moins deux membres de la section disciplinaire et dont il ne peut pas faire partie.
L'accusé, assisté s'il le souhaite d'un conseil, est entendu par cette commission d'instruction. Les accusations sont examinées, et l'accusé assisté de son éventuel conseil répond aux questions et peut présenter sa version des faits. La commission d'instruction  peut également choisir d'entendre des témoins et d'éventuelles victimes. Ceux ci sont libres de comparaitre et ne peuvent en aucun cas y être contraints. La commission d'instruction rédige, sur la base de l'ensemble de ses auditions et des éléments écrits du dossier, un rapport d'instruction qui est communiqué à l'accusé.
La section se réunit ultérieurement en une formation de jugement, qui comprend au moins 3 membres. Le compte rendu d'instruction est lu à l'accusé, qui peut faire les remarques qu'il souhaite ou en charger son conseil. L'accusé se retire alors, ainsi que son conseil s'il en a un, et les membres de la formation de jugement délibèrent avant de prononcer par un vote soit la relaxe de l'accusé soit sa culpabilité. Si l'accusé est déclaré coupable, la formation de jugement vote ensuite sur la sanction qui lui est infligée, sur le caractère immédiatement exécutoire ou non de la sanction, et finalement pour anonymiser ou non l'accusé dans la version affichée publiquement du jugement. Le résultat de ces délibérations est ultérieurement communiqué à l'accusé dans un jugement écrit, lequel est ensuite affiché publiquement.
Jusqu'en 2020, les décisions de l'une ou l'autre formation de la section disciplinaire étaient susceptibles d'appel devant la section disciplinaire du CNESER. Les appels de décisions concernant les étudiants, dont le nombre est important, relèvent désormais du tribunal administratif local, alors que les appels de décisions concernant les personnels enseignants continuent de relever du CNESER. Ces décisions en appel peuvent elle-même, dans les deux cas, faire l'objet d'un pourvoi en cassation devant le Conseil d'État.

## Sanctions possibles

### À l'égard des usagers
Si la culpabilité de l'étudiant est prononcée, la section disciplinaire d'établissement décide d'une des sanctions suivantes : 
1 L'avertissement
2 Le blâme
3 Une mesure de responsabilisation 
4 Une exclusion de l'établissement pouvant aller jusqu'à 5 ans (un sursis peut-être prononcé pour une exclusion inférieure à deux ans)
5 L'exclusion définitive de l'établissement
6 Une exclusion jusqu'à 5 ans de tout établissement de l'enseignement supérieur français
7 L'exclusion définitive de tout établissement de l'enseignement supérieur français.

### À l'égard des personnels
Si la culpabilité est prononcée à l'égard d'un personnel enseignant-chercheur, la section disciplinaire d'établissement décide d'une des sanctions suivantes  :
1 Le blâme ;
2 Le retard à l'avancement d'échelon pour une durée de deux ans au maximum ;
3 L'abaissement d'échelon ;
4 L'interdiction d'accéder à une classe, grade ou corps supérieurs pendant une période de deux ans au maximum ;
5 L'interdiction d'exercer toutes fonctions d'enseignement ou de recherche ou certaines d'entre elles dans l'établissement ou dans tout établissement public d'enseignement supérieur pendant cinq ans au maximum, avec privation de la moitié ou de la totalité du traitement ;
6 La mise à la retraite d'office ;
7 La révocation.
Les enseignants-chercheurs à l'encontre desquelles a été prononcée la sixième ou la septième sanction peuvent être frappés, à titre accessoire, de l'interdiction d'exercer toute fonction dans un établissement public ou privé, soit pour une durée déterminée, soit définitivement.
Les sanctions applicables par la section disciplinaire aux personnels des corps de l'enseignement secondaire affectés dans le supérieur, et qui relèvent donc à la fois du régime disciplinaire du supérieur et de celui du secondaire, sont quant à elles :
1 l'avertissement ;
2 la suspension pour une durée maximale de deux ans ;
3 l'interdiction d'exercer toutes fonctions d'enseignement dans l'établissement, soit pour une durée déterminée, soit définitivement ;
4 l'interdiction d'exercer toute fonction dans un établissement public ou privé d'enseignement supérieur, soit pour une durée déterminée, soit définitivement.
Les personnels des corps de l'enseignement secondaire à l'encontre desquelles a été prononcée la seconde, la troisième ou la quatrième sanction sont remis à la disposition du rectorat pour une affectation dans le secondaire. Le recteur peut alors, s'il le juge opportun, saisir les juridictions disciplinaires de l'enseignement secondaire. Celles ci peuvent à leur tour décider de sanctions, qui peuvent aller jusqu'à  la révocation.

## Exemples de cas examinés par une section disciplinaire
- Affaire des propos de Bruno Gollnisch d'octobre 2004#Répercussions judiciaires et contexte universitaire
- Laroussi Oueslati#L'affaire des inscriptions
- Arash Derambarsh#Thèse en droit
- Affaire Dufoulon